# Agrilus ibericus
Agrilus ibericus es una especie de insecto del género Agrilus, familia Buprestidae, orden Coleoptera.
Fue descrita científicamente por Sánchez & Tolosa, 2005.